# المنازل (بعدان)

تعديل مصدري - تعديل

المنازل هي إحدى قرى عزلة جرانة بمديرية بعدان التابعة لمحافظة إب، بلغ تعداد سكانها 455 نسمة حسب تعداد اليمن لعام 2004.